# Stocka
Stocka is een plaats in de gemeente Nordanstig in het landschap Hälsingland en de provincie Gävleborgs län in Zweden. De plaats heeft 365 inwoners (2005) en een oppervlakte van 92 hectare. De plaats ligt aan de Bottenhavet het zuidelijke deel van de Botnische Golf.